# Radagast
Barna Radagast J. R. R. Tolkien műveinek egyik kitalált szereplője, Középfölde világának egyik karaktere. Epizódszerepben bukkan fel „A hobbit”, „A Gyűrű Szövetsége”, „A szilmarilok”, és a „Befejezetlen regék Númenorról és Középföldéről” című könyvekben.
Szerepe egészen minimális, gyakorlatilag csak a cselekmény előrehaladásának elősegítését szolgálja. Peter Jackson Hobbit-trilógiájában Sylvester McCoy alakítja, és itt jóval nagyobb szerepet is kap. Jelentős részben a filmhez találták ki a karakterét, de az állatok védelme, a gyógyfüvek terén való jártassága, sámánisztikus képességei Tolkien által kitaláltak. 

## Megjelenése
A Befejezetlen regék szerint Radagast, akárcsak a többi varázsló, valamikor a Harmadkor 1000. évének táján érkezett Középföldére. Egyike volt a maiáknak, azaz egyfajta angyalszerű lény volt. Eredeti neve Aiwendil, ami quenya nyelven annyit tesz: a madarak barátja. Yavanna, a vala volt az, aki rábírta Sarumant, hogy legyen a mágusok egyike, és Tolkien írásai szerint ez volt az egyik oka, amiért Saruman ki nem állhatta őt és sokszor nevezte „együgyűnek” és „bolondnak”. Gandalf jóbarátja és szövetségese volt, „A hobbit”-ban Gandalf úgy utal rá, mint az unokatestvérére. Ugyancsak barátja volt Beornnak, a bőrváltónak, és az ő közreműködése is kellett ahhoz, hogy átengedjen tizenhárom törpöt és egy hobbitot a földjein Gandalf kérésére.
Radagast a Bakacsinerdő nyugati szélén élt egy Rhosgobel nevű helyen, ami sindául „barna falut” jelent. Radagast elkötelezett védelmezője és barátja az erdei állatoknak, számos madár beszédét megérti, emellett remek alakváltó és a színét is tudja változtatni. Gandalf úgy beszél róla, mint aki őszinte, megbízható, és mint aki sosem utazik, hacsak nem érzi nagy szükségét.
„A Gyűrű szövetsége” során Gandalf meséli el Elrond tanácsában egy korábbi találkozóját vele. Mint kiderül, Saruman, kihasználva Radagast jószándékát, felhasználta őt, hogy Gandalfot Orthancba csalja. Ugyanakkor később ő volt az, aki a sasok segítségével kiszabadította őt. Ezen kívül csak egyszer utalnak rá a regényben: amikor Elrond elmeséli, hogy felderítőket küldtek ki a Bakacsinerdőbe, de Radagastot nem találták Rhosgobelben.
„A szilmarilok”-ban olvasható egy rövid összefoglaló, melyben leírják, hogy Radagast a madarak és más élőlények nagy barátja, és hogy tudtán kívül segített Sarumannak a madarai segítségével kémhálózatot kiépíteni.

## Etimológiája
A „Befejezetlen regék” úgy ír Radagastról, mint az istarok, azaz a mágusok egyikéről, akinek neve Númenor ősi nyelvén annyit tesz, „vadak barátja”. Christopher Tolkien szerint az apja szerette volna a nevét Saruman és Gandalf nevéhez hasonló eredetre hozni. Nevének jelzője, a Barna, arra utal, hogy Radagast jellemzően barna köpenyben mutatkozik.
A Radagast név Edward Gibbon 1776-1789 között írt „A Római Birodalom hanyatlásának és bukásának története” című művében szerepel, Radagasius formában. A szláv mitológiában ismeretes egy Radegast nevű istenség, akit a vendéglátással hoztak összefüggésbe. Elképzelhető, hogy Radagast alakját Tolkien erre az istenségre gondolva munkálta ki.
Josef Madlener „Der Berggeist” című festménye, amely egy kalapos idős férfit ábrázol az erdőben szarvassal, s amely Gandalf megalkotásához szolgáltatta az inspirációt, bizonyos szempontból Radagast megalkotásának is az alapja volt.

## Szerepe
Radagast annyira keveset szerepel Tolkien műveiben, hogy igazából nem is tekinthető valódi karakternek, csak a cselekmény előmozdítására szolgáló eszköznek. Abból, amit tudunk róla, megállapítható, hogy könnyedén vált alakot, vagy éppen színt, jóbarátja az állatoknak és tud velük kommunikálni, és mivel ért a gyógynövényekhez, egyfajta sámánként funkcionál. Rejtély, hogy annak ellenére, hogy ő maga is mágus, és két másik társa, Saruman és Gandalf is részt vesznek a Sauron elleni háborúban, ő maga miért nem válaszolt Elrond hívására.
Tolkien egyik levelében azt írta, hogy Radagast annyira erősen kötődött a növényekhez és az állatokhoz, hogy végül is elhagyta eredeti küldetését. Kudarca ugyanakkor nem akkora, mint Saruman esetében. Ez magyarázat lehet arra, miért nem szerepel a Gyűrűk Ura további cselekményében: mivel letért küldetése útjáról, többé már nem kellett szerepet játszania Sauron megdöntésében. A „Befejezetlen regékben” szereplő vers alapján csak egy mágus, Gandalf jutott vissza Valinorba, miután elbukott. Mindazonáltal Christopher Tolkien szerint nem biztos, hogy mégis elbukott: elképzelhető, hogy Yavanna kimondottan azzal a céllal küldte őt, hogy védje az állatokat és a növényeket.

## Megszemélyesítői
A karakter egyedül Peter Jackson Hobbit-trilógiájában szerepel, ahol Sylvester McCoy játssza. A karaktert a kevés információ miatt szinte a nulláról kellett felépíteni: itt ő kvázi Középfölde Assisi Szent Ference. Kissé habókos és könnyen elfelejt dolgokat, de mégsem teljesen együgyű. Ő az első mágus, aki felfedezi, hogy Sauron visszatért Dol Guldurba, ahol találkozott az angmari Boszorkányúrral is, akinek a pengéjét magával viszi. Radagast a filmben egy nyulak által húzott szánon közlekedik. Így találkozik Gandalffal és Tölgypajzsos Thorin csapatával, megmutatva nekik a pengét, majd a rájuk támadó orkok figyelmét is ő tereli el. Később Saruman Elrond tanácsában sértegeti Radagastot, megjegyezve többek között, hogy a mértéktelen gombafogyasztás elvette az eszét – ezzel utalva a „Befejezetlen regékben” szereplő állításra, hogy Saruman nem nagyon szíveli őt. A „Smaug pusztasága” című filmben ő és Gandalf együtt mennek el felderíteni a Gyűrűlidércek sírjait, majd Gandalf elküldi őt Galadrielhez, hogy hozzon segítséget. „Az öt sereg csatája” című filmben a fogságba esett Gandalfot ő segít kimenteni nyúlszánján Dol Guldurból, majd a legvégén ő vezeti csatába a sasokat is.
Szerepel még a karakter a The Lord of the Rings Online című számítógépes játékban is.

## Forráshivatkozások
1. ↑  Greg Harvey: The Origins of Tolkien's Middle-earth For Dummies.  2011–04–27.  ISBN 978-1-118-06898-4 Hozzáférés: 2021. április 29.
2. ↑  Birns, Nicholas (2007. október 15.). „The Enigma of Radagast: Revision, Melodrama, and Depth”. Mythlore: A Journal of J.R.R. Tolkien, C.S. Lewis, Charles Williams, and Mythopoeic Literature 26 (1). ISSN 0146-9339.
3. ↑  Kaarina Aitamurto – Scott Simpson: Modern Pagan and Native Faith Movements in Central and Eastern Europe.  2014–10–20.  ISBN 978-1-317-54462-3 Hozzáférés: 2021. április 29.
4. ↑   (2021. február 15.) „J. R. R. Tolkien: A Biography” (angol nyelven). Wikipedia.
5. ↑  Sylvester McCoy is Radagast the Brown | Filmonic. web.archive.org, 2011. október 4. [2011. október 4-i dátummal az eredetiből archiválva]. (Hozzáférés: 2021. április 29.)
6. ↑  Kim R. Holston – Tom Winchester: Science Fiction, Fantasy and Horror Film Sequels, Series and Remakes: An Illustrated Filmography, Volume II (1996-2016).  2018–01–29.  ISBN 978-0-7864-9685-3 Hozzáférés: 2021. április 29.